# Indiana Jones und das Geheimnis von Thule
 Indiana Jones und das Geheimnis von Thule (Originaltitel Indiana Jones and the Hollow Earth) ist ein 1997 erschienener Abenteuerroman von Max McCoy, der den dritten von insgesamt vier zwischen 1995 und 1999 erschienenen Indiana-Jones-Romanen des Autors darstellt. In diesem stößt der Archäologe und Abenteurer Indiana Jones auf Hinweise auf einen in der Arktis gelegenen Zugang zu einer vergessenen Kultur, die in der Überlieferung unter dem Namen Ultima Thule bekannt ist, und liefert sich ein Wettrennen gegen die Nationalsozialisten, welche die dortigen Kräfte für ihre politischen Ziele nutzen möchten. Auf Deutsch erschien der Roman im Jahr 2001.

## Handlung
1934: Indiana Jones liest am Abend in seiner Wohnung. Am nächsten Tag will er in den amerikanischen Südwesten fahren, um dort auf eigene Faust nach einem Goldschatz zu suchen. Er erhofft sich dadurch, genug Geld zu erhalten, um von René Belloq weitere Informationen über den Verbleib des Kristallschädels zu erhalten, der im Atlantik verloren ging. Er wird überraschend vom Forscher Evelyn Briggs Baldwin aufgesucht, der von einem Auto angefahren wurde, daher schwer verletzt ist und eine Kiste bei sich trägt.  Jones will ihn in ein Krankenhaus bringen, Baldwin jedoch will ihm etwas Wichtiges erzählen. Er berichtet, dass Angehörige der SS hinter ihm her sind und dass die Nationalsozialisten hinter das Geheimnis der Vril-Kraft gelangen wollen, des lebensspendenden Elements einer unentdeckten Welt unter der Erdoberfläche. Baldwin glaubt, dass es tiefer unter der Erde gigantische Hohlräume gibt, die auch bewohnt sein könnten. Er will, dass Jones gut auf den Inhalt seiner Kiste aufpasst, und stirbt.
Am nächsten Tag ist Jones dabei, wie Baldwins Sarg auf einen Zug verfrachtet wird. Jones wird diesen bis Kansas begleiten, an der Beerdigung teilnehmen und dann weiter zu seinem eigenen Ziel aufbrechen. Von Marcus Brody erhält er eine alte Karte, die ihm im Südwesten weiterhelfen soll. Während der Zugfahrt schläft er ein, ein deutsches SS-Mitglied namens Rudolf Reingold entwendet Baldwins Kiste, nach einer Verfolgungsjagd an der Umsteigestation kann Jones sie jedoch wieder in seinen Besitz bringen. Jones trifft sich mit Baldwins Nichte Zoe, der einzigen Verwandten, die jedoch ausschließlich finanziell interessiert ist und wenig über das Leben ihres Onkels weiß. Sie öffnen die Kiste gemeinsam, sie enthält einen an einem Band befestigten Kristall aus Islandspat sowie das Tagebuch von Baldwins früherer Expedition in die Arktis. In letzterem findet Jones die Zeichnung eines auffälligen Steins, der als „Thule-Stein“ bezeichnet wird. Zoe kann ihm mitteilen, dass Baldwin diesen Stein damals in die Vereinigten Staaten brachte und er sich bis heute auf dem Friedhof befindet, wo Baldwin beerdigt werden soll. Jones findet eine Runen-Inschrift auf dem Stein, deren Inhalt ihm jedoch nicht viel sagt.
Im Hotel wird Jones von einem von Reingolds Handlagern angegriffen, der im anschließenden Kampf entkommen kann, schließlich aber von der Polizei gefasst wird. Man glaubt Jones jedoch nicht, dass er in Kansas von Nationalsozialisten verfolgt wird. Später wird er im Hotel von Reingold selbst aufgesucht, der ihm ein Gift verabreicht, das ihn in einen todesähnlichen Zustand versetzt. Jones wird anstelle von Baldwin in den Sarg gelegt und auf dem Friedhof begraben. Da die Beerdigung um zwei Stunden verschoben werden musste, kommt er wieder zu sich, während das Grab zugeschaufelt wird, kann sich bemerkbar machen und gerettet werden. Später setzt er sich in ein Café und beginnt, das Tagebuch zu lesen. Er ist gerade an der Stelle angelangt, wo Baldwin in einem Vulkankrater in den Stein geschlagene, in die Tiefe führende Stufen entdeckt, als draußen auf der Straße ein bewaffneter Überfall durch einen lokal bekannten Verbrecher erfolgt. Jones greift ein und kann den Verbrecher überwältigen und der Polizei übergeben, muss aber zurück im Café feststellen, dass jemand ihm das auf dem Tisch liegen gelassene Tagebuch gestohlen hat.
In New Mexico nahe der Grenze zu Texas angekommen, begibt sich Jones mit Hilfe von Brodys Karte in ein Höhlensystem, wo er auf einen gewaltigen Goldschatz stößt, den die Apachen hier versteckt haben, und nimmt drei Goldbarren, die aus von den Spaniern umgegossenen Kunstschätzen der Eingeborenen Lateinamerikas stammen, mit sich. Da es draußen regnet, werden Teile des Tunnelsystems geflutet und Jones kann nur durch die dänische Forscherin Ulla Tornaes gerettet werden. Diese vermutet, dass es hier ein weitläufiges, noch unerforschtes Höhlensystem gibt, das bis nach Tennessee reicht.
Sie begeben sich gemeinsam nach New Orleans, wo es zu einem Treffen mit Belloq kommt. Das inzwischen verkaufte Gold wird diesem übergeben, der Jones daraufhin die letzten bekannten Koordination des Kristallschädels überlässt – er hatte vor der Übergabe an die Deutschen einen Peilsender angebracht. Dieser sendet alle dreißig Sekunden ein Signal, jedoch werden die Batterien nicht ewig halten. Zudem erfährt Jones von Belloq, dass die Nationalsozialisten ebenfalls eine Expedition in den Norden begonnen haben und zudem den Kristallschädel suchen, auch habe sich Alecia Dunstin, Jones’ Liebe, wegen der er den Fluch des Kristallschädels brechen will, der SS angeschlossen. Jones ist enttäuscht, weil er sich mehr handfeste Informationen über den Verbleib des Artefakts erhofft hatte, und beleidigt Belloq, der daraufhin Genugtuung von ihm fordert, es wird ein Duell mit Pistolen für den Morgen vereinbart.
Während Ulla gemeinsam mit Belloq bei einem Antiquitätenhändler Waffen besorgt, meldet sich Jones beim Nachrichtendienst des Militärs, der – so hatte er von Brody erfahren – an seiner Mitarbeit Interesse hat. Jones erklärt sich bereit, an einem Unternehmen in der Arktis teilzunehmen, um die Aktivitäten der Deutschen im Auge zu behalten. Er verlangt, als Expeditionsleiter eingesetzt zu werden. Im Morgengrauen begibt er sich mit Ulla zu einem Friedhof, wo das Duell stattfindet. Belloq verstößt gegen die Regeln, seine Pistole hat jedoch eine Ladehemmung. Jones wird verletzt und verzichtet darauf, auf seinen Gegner zu schießen. Anschließend begeben sie sich zum Flughafen, wo die Expeditionsteilnehmer sich versammelt haben. Jones nimmt Ulla als seine persönliche Assistentin mit.
Beim Flug in die Arktis gelingt es dem Team, das Signal des Kristallschädels ausfindig zu machen, als sie jedoch am Ort ankommen, befindet sich hier ein deutscher Zeppelin, und man ist gerade dabei, den gelben Kanister an Bord zu holen. Durch ein Flugmanöver gelingt es ihnen zwar, den Kanister an sich zu bringen, jedoch werden sie von einem deutschen Flugzeug verfolgt. Dieses schießt schließlich auf sie, durch den Abwurf von Fallschirmen gelingt es jedoch, die Maschine abstürzen zu lassen. Die Mannschaft muss anschließend auf dem Land unter ihnen notlanden. Jones kann den Kanister mit dem Kristallschädel an sich bringen, jedoch ist ihnen nicht klar, wo sie sich derzeit befinden. Jones, Ulla sowie der Funker Sparks werden durch einen Riss im Eis vom Rest der Besatzung getrennt. Sie stoßen auf den dänischen Jäger Gunnar, der sie vor einem angreifenden Eisbären rettet und der ein Boot in der Nähe hat. Sie versuchen mit diesem fortzukommen, geraten jedoch in eine starke Strömung, die sie mit sich reißt. Dabei gerät das Boot in einen Fluss, dessen Lauf sie folgen und der schließlich in einem Schacht, den sie nach der isländischen Überlieferung „Edda-Schacht“ taufen, unter die Erde geht, bis sie in einem unterirdischen See landen und dort an das Ufer gehen.
Dort stoßen sie auf eine abgestürzte Flugmaschine, die dem verschollenen Polarforscher Roald Amundsen gehörte. Sie werden von den Deutschen unter der Leitung von Reingold angegriffen, die auf einem anderen Weg nach unten gelangt sind. Als Alecia Dunstin sich weigert, weiter für die SS zu arbeiten, wird sie von Reingold erschossen. Jones und seine Begleiter fliehen weiter in das Innere und gelangen zu einem Portal, das sich durch das Einsetzen von Kristallen öffnen lässt, wie sie vermuten. Jones gibt Sparks den Kristall, den er von Baldwin erhalten hat, der Funker soll versuchen, sie in der richtigen Reihenfolge anzuordnen. Dabei hilft ihnen die Inschrift auf dem „Thule-Stein“, die ihnen sagt, dass die Steine in der umgekehrten Reihenfolge des Farbspektrums angeordnet werden müssen. Die Deutschen haben sie inzwischen eingeholt, Ulla wird von einer Kugel getroffen. Sparks gelingt es, die Kristalle anzuordnen, hat jedoch nicht beachtet, dass er die Steine gegen den Uhrzeigersinn anordnen hätte müssen. Es wird eine Falle ausgelöst, indem Skelette längst toter Krieger erscheinen und die Anwesenden zur Wand ziehen, wo diese mit dem Gestein verschmelzen. Sparks ordnet die Steine schnell neu und kann den Vorgang dadurch stoppen. Reingold, der bereits halb in die Wand eingewachsen ist und nicht wieder herausgezogen kann, wird auf eigenen Wunsch von Gunnar getötet.
Das Portal öffnet sich und aus diesem kommen einige Menschen hervor, unter denen sich auch der noch lebende Amundsen befindet. Sie werden in das sagenhafte Reich Agartha gebracht, wo Ulla durch Vril, eine heilende Flüssigkeit, in die sie gelegt wird, vor dem Tod gerettet werden kann. Amundsen stellt sie vor die Wahl, ob sie bleiben wollen oder sich wieder zurück an die Oberfläche begeben wollen, denn wenn sie länger als eine Stunde hier verbringen, wird es nicht mehr möglich sein zurückzukehren. Die Gruppe entschließt sich einstimmig für die Heimkehr, Amundsen kündigt jedoch an, dass sie ihre Erinnerungen an diesen Vorfall nicht behalten werden.
Jones, Ulla, Sparks und Gunnar finden sich auf Spitzbergen wieder, wo sie auf den Rest ihrer Gruppe und das Flugzeug stoßen. Dort ist auch der Kristallschädel, den Jones an sich nimmt. Er ist unsicher, was er dem Geheimdienst als auch Marcus Brody sagen soll, da er nicht sagen kann, was wirklich geschehen ist und was er geträumt hat. Ulla meint jedoch, dass der „Edda-Schacht“, den sie entdeckt haben, wirklich existiert, ist jedoch auch überzeugt, dass sie ihn nicht mehr wiederfinden werden, womit er unter dem Strich nur eine Geschichte ist.

## Ausgaben
- Max MacCoy: Indiana Jones und das Geheimnis von Thule, übersetzt von Caspar Holz. Blanvalet, München 2001, ISBN 3-442-35371-8.